# Serge Torreilles
Pas d'image ? Cliquez ici

a Compétitions nationales et continentales officielles uniquement.

b Matchs officiels uniquement.
Serge Torreilles, né le 31 décembre 1931 à Baixas et mort le 5 avril 2001 dans la même commune, est un ancien joueur français de rugby à XV, qui a joué avec l'équipe de France et l'USA Perpignan au poste de trois quart aile (1,71 m pour 73 kg). 

## Biographie
Le stade de Baixas porte son nom.

## Carrière de joueur

### En club
- USA Perpignan

### En équipe nationale
Il a disputé un test match le 14 janvier 1956 contre l'équipe d'Écosse.

## Palmarès

### En club
- Championnat de France:
  - Champion (1) : 1955
  - Finaliste (1) : 1952
- Challenge Yves du Manoir :
  - Vainqueur (1) : 1955
  - Finaliste (1) : 1956

### En équipe nationale
- Sélections en équipe nationale : 1
- Tournoi des Cinq Nations disputé : 1956
- Vainqueur des Jeux méditerranéens de 1955